# Pseudosmittia flava
Pseudosmittia flava är en tvåvingeart som beskrevs av Karl Strenzke 1960. Pseudosmittia flava ingår i släktet Pseudosmittia och familjen fjädermyggor. Inga underarter finns listade i Catalogue of Life.